# Glaucocharis parmulella
Glaucocharis parmulella là một loài bướm đêm trong họ Crambidae.